# Assertorique
Du latin assertio, action d'affirmer.
Une assertion est une proposition (affirmative, négative, mais ni interrogative ni une injonction) supposée vraie, ni démontrée, ni forcément démontrable, potentiellement fausse. Elle est souvent vraie seulement en fait et non par nécessité par opposition à une proposition apodictique.

## Exemple
- « Napoléon est mort à Sainte-Hélène » : cette phrase est vraie, mais il aurait pu mourir ailleurs.
- « Je m'appelle Roger », mais j'aurais également pu avoir n'importe quel autre prénom.